# Almost Alice
Almost Alice é a trilha sonora inspirada no filme Alice no País das Maravilhas, lançada em 2 de março de 2010 pela gravadora Buena Vista. O álbum conta com a a participação de diversos artistas e foi alvo de críticas contraditórias, que referiram sobretudo um desenvolvimento incipiente da obra. A divulgação do disco foi feita através de diversos eventos internacionais e o seu primeiro single foi retirado da faixa "Alice", da autoria de Avril Lavigne. O álbum estreou na quinta posição da tabela musical dos Estados Unidos Billboard 200, chegando também aos primeiros lugares das tabelas Top Soundtracks, Alternative Albums e Top Rock Albums. Obteve ainda bons resultados comerciais em países como o Canadá, México e Suíça.

## Antecedentes
Tim Burton, diretor do filme homônimo de 2010 baseado no clássico literário Alice no País das Maravilhas, contatou à época vários artistas, pedindo-lhes que se inspirassem no filme para dele retirar elementos de "caos, desorientação e loucura" que pudessem aplicar nas composições musicais. Almost Alice trata-se assim de uma trilha apenas inspirada na película, distinta da original – um conjunto de composições instrumentais da autoria de Danny Elfman – mas que seriam lançadas em simultâneo.
O título do álbum foi inspirado numa citação do filme. No enredo, quando Alice desce pela segunda vez a toca do coelho, os moradores do País das Maravilhas duvidam se ela é a mesma que anteriormente. É assim levada à presença da Lagarta, que a inspeciona e se refere a ela como "quase Alice" ("almost Alice").

## Divulgação
Em 19 de fevereiro de 2010, atores do filme e artistas de Almost Alice compareceram ao Alice in Wonderland Ultimate Event, onde os últimos apresentaram-se com as suas canções. Kerli interpretou "Tea Party" na exibição da universidade de moda e entretenimento Fashion Institute of Design & Merchandising, em Los Angeles, Califórnia, em 26 de maio de 2010, enquanto Avril Lavigne divulgou "Alice" em programas televisivos como The Tonight Show with Jay Leno e durante eventos internacionais.
No Brasil, duas datas da festa "Chá da Alice" foram estabelecidas para promover o filme e a trilha sonora: em 15 de maio de 2010, no Rio de Janeiro, pelo espaço cultural Circo Voador, e em São Paulo, em 27 de agosto do mesmo ano, pelo centro de eventos Casa das Caldeiras.

### Singles
A faixa "Alice", de Avril Lavigne, foi lançada como o primeiro single de Almost Alice, sendo a canção-tema do filme Alice no País das Maravilhas e executada nos seus créditos finais. Nos Estados Unidos, atingiu a 71.ª posição na tabela Billboard Hot 100 e vendeu 45 mil cópias em suas primeiras quatro semanas, de acordo com a Nielsen SoundScan. No Japão, teve a sua melhor colocação, de número quatro, pela Japan Hot 100. O seu vídeo, dirigido por Dave Meyers, contém cenas do longa de Burton e captura Lavigne em uma floresta.
"Follow Me Down", de 3OH!3 com participação de Neon Hitch, foi o segundo single. Alcançou o número 89 na Billboard Hot 100 e o 36 na lista Canadian Hot 100. "Tea Party", de Kerli, foi distribuída como a terceira obra de promoção do projeto. O vídeo da canção contém referências à cena do chá de Alice e venceu a categoria Aasta muusikavideo na premiação estoniana Eesti Muusikaauhinnad.

#### Outras canções
A faixa "Painting Flowers", de All Time Low, teve posto de número doze na tabela Heatseekers Songs.

## Recepção crítica
| Críticas profissionais | Críticas profissionais |
| Avaliações da crítica  | Avaliações da crítica  |
| Fonte                  | Avaliação              |
| ---------------------- | ---------------------- |
| Allmusic               | [ 27 ]                 |
| Entertainment Weekly   | C-                     |
| Now                    | [ 28 ]                 |
| Laboratório Pop        | (fraco)                |

Almost Alice recebeu críticas mistas e razoáveis. O Metacritic, a partir de seis críticas profissionais recolhidas, deu 47 pontos de média numa escala que vai até 100. William Ruhlmann, do portal Allmusic, relatou que a maioria das faixas do álbum é orientada para jovens, como por exemplo, a faixa-tema do filme, "Alice", com o verso "Don't you try to stop me" ("Não tenta você parar-me"). Exceções notadas foram "Very Good Advice", de Robert Smith, que é uma regravação da original composta por Sammy Fain e Bob Hilliard, sendo esta última contida no filme em animação de Alice de 1951, e "White Rabbit", também uma reinterpretação da canção genuína de Jefferson Airplane pelo grupo Grace Potter and the Nocturnals.
Mike Diver, da rede BBC, notou que o disco "falta de imaginação suficiente para tornar-se memorável nos seus próprios méritos" e os artistas desapontam por não deixarem uma marca nos seus trabalhos. Também, foi descrita a grande influência da Disney, como em "Follow Me Down". Ele resumiu-se com a seguinte citação: "Previsivelmente inconsistente, Almost Alice é uma grande ideia um pouco distante de ser adequadamente efetuada." Simon Vozick-Levinson, da revista Entertainment Weekly, foi mais negativo, afirmando que para a trilha de um filme de fantasia, as faixas são demasiadamente fracas e sem originalidade, mesmo vindo em "sabores" diferentes. Todavia, houve destaque para "Very Good Advice", de Robert Smith, e "The Lobster Quadrille", de Franz Ferdinand.

## Lista de faixas
| N.º | Título                       | Compositor(es)                                                                     | Artista                         | Duração |  |
| 1.  | "Alice"                      | A. Lavigne                                                                         | Avril Lavigne                   | 3:35    |  |
| 2.  | "The Poison"                 | Tyson Ritter, Nick Wheeler                                                         | The All-American Rejects        | 3:53    |  |
| 3.  | "The Technicolor Phase"      | Adam Young                                                                         | Owl City                        | 4:27    |  |
| 4.  | "Her Name Is Alice"          | Brent Smith, Eric Bass                                                             | Shinedown                       | 3:38    |  |
| 5.  | "Painting Flowers"           | Jeannie Lurie, Gabriel Mann, Steve Mazur                                           | All Time Low                    | 3:26    |  |
| 6.  | "Where's My Angel"           | Mason Musso, Trace Cyrus                                                           | Metro Station                   | 3:40    |  |
| 7.  | "Strange"                    | Desmond Child, Andreas Carlsson, Dave Roth, Pat Benzner, Tom Kaulitz, Bill Kaulitz | Tokio Hotel e Kerli             | 3:51    |  |
| 8.  | "Follow Me Down"             | Nathaniel Motte, Sean Foreman, Hitch                                               | 3OH!3 com Neon Hitch            | 3:24    |  |
| 9.  | "Very Good Advice"           | Sammy Fain, Bob Hilliard                                                           | Robert Smith                    | 2:58    |  |
| 10. | "In Transit"                 | Hoppus, Wentz, Chris Holmes                                                        | Mark Hoppus com Pete Wentz      | 4:02    |  |
| 11. | "Welcome to Mystery"         | C. Tompkins, T. Higgenson                                                          | Plain White T's                 | 4:28    |  |
| 12. | "Tea Party"                  | Kerli Kõiv, Brian Ziff                                                             | Kerli                           | 3:29    |  |
| 13. | "The Lobster Quadrille"      | Kapranos, McCarthy                                                                 | Franz Ferdinand                 | 2:09    |  |
| 14. | "Always Running Out of Time" | Motion City Soundtrack                                                             | Motion City Soundtrack          | 3:51    |  |
| 15. | "Fell Down a Hole"           | Andrew Stockdale                                                                   | Wolfmother                      | 3:24    |  |
| 16. | "White Rabbit"               | Grace Slick                                                                        | Grace Potter and the Nocturnals | 2:09    |  |

| Faixas bônus da Hot Topic |                    |                                                           |                  |         |  |
| N.º                       | Título             | Compositor(es)                                            | Artista          | Duração |  |
| 17.                       | "Sea What We Seas" | Christoffer Drew                                          | NeverShoutNever! | 3:08    |  |
| 18.                       | "Topsy Turvy"      | Solomon Olds, Lauren Olds, Joshua Olds, Jacob Olds        | Family Force 5   | 3:24    |  |
| 19.                       | "Extreme"          | Sdynee Duran, Scott Spock, Lauren Christy, Graham Edwards | Valora           | 3:45    |  |

| Faixas bônus da iTunes Store |                               |                |                      |         |  |
| N.º                          | Título                        | Compositor(es) | Artista              | Duração |  |
| 17.                          | "You Are Old, Father William" | Lewis Carroll  | They Might Be Giants | 2:32    |  |
| 18.                          | "Alice's Theme"               | Elfman         | Danny Elfman         | 5:08    |  |

| Edição deluxe da Amazon.com |                                        |                                |                      |         |  |
| N.º                         | Título                                 | Compositor(es)                 | Artista              | Duração |  |
| 17.                         | "You Are Old, Father William"          | Carroll                        | They Might Be Giants | 2:32    |  |
| 18.                         | "Alice's Theme"                        | Elfman                         | Danni Elfman         | 5:06    |  |
| 19.                         | "Sea What We Seas"                     | Drew                           | Never Shout Never    | 3:08    |  |
| 20.                         | "Topsy Turvy"                          | Olds, Olds, Olds, Olds         | Family Force 5       | 3:24    |  |
| 21.                         | "Extreme"                              | Duran, Spock, Christy, Edwards | Valora               | 3:45    |  |
| 22.                         | "Tea Party" (Jason Nevins Radio Remix) | Kõiv, Ziff                     | Kerli                | 3:11    |  |

| Edição deluxe da iTunes Store |                             |                |         |         |  |
| N.º                           | Título                      | Compositor(es) | Artista | Duração |  |
| 23.                           | "Tea Party" (vídeo musical) | Kõiv, Ziff     | Kerli   | 3:28    |  |

## Créditos
Lista-se abaixo os profissionais envolvidos na elaboração de Almost Alice, de acordo com o seu encarte acompanhante:
| - Produção executiva - Brian Malouf, Mitchell Leib - A&R - Dani Markman - Produção - Butch Walker, Nick Wheeler, Tyson Ritter, Eric Bass, All Time Low, PJ Bianco, Dave Roth, David Jost, Desmond Child, Pat Benzner, Matthew Beckley, Nathaniel Motte, Robert Smith, Mark Hoppus, Pete Wentz, Chris Holmes, Ian Kirkpatrick, Kerli, Brian Ziff, Alexander Kapranos, Eli Janney, Andrew Stockdale, Mark Batson - Co-produção - Tom Kaulitz, Bill Kaulitz, Kristian Nord - Mistura - Deryck Whibley, Malouf, Bass, Beckley, Smith, Joe Zook, Joel Numa, Lexx, Janney, Andrew Scheps | - Engenharia - Bass, Beckley, Smith, Dan Monahan, Janney, Aidan Nemeth, Aaron Fessel, Michael Parnin - Cordas - David Campbell - Guitarra - Stockdale, Benny Yurco, Scott Tournet - Baixo - Catherine Popper, Ian Peres - Bateria - David Atkins, Matt Burr - Percussão - Burr - Órgão - Grace Potter - Voz adicional - Bunny Lake - Fotografia - Andy Yella, Robin Laananen, Danny Clinch |

## Desempenho nas tabelas musicais
Almost Alice estreou na quinta posição da tabela canadense Canadian Albums Chart, assim como na dos Estados Unidos Billboard 200 com 58 mil cópias vendidas, enquanto atingiu a primeira nas listas do último país Top Soundtracks, Alternative Albums e Top Rock Albums. Na compilação mexicana AMPROFON, o álbum teve posto máximo de número quatorze, enquanto na australiana ARIA, ficou na 32.ª colocação.
| Tabela (2010)                       | Melhor posição |
| ----------------------------------- | -------------- |
| Austrália (ARIA)                    | 32             |
| Canadá (Canadian Albums Chart)      | 5              |
| Espanha (PROMUSICAE)                | 74             |
| Estados Unidos (Alternative Albums) | 1              |
| Estados Unidos (Billboard 200)      | 5              |
| Estados Unidos (Top Rock Albums)    | 1              |
| Estados Unidos (Top Soundtracks)    | 1              |
| México (AMPROFON)                   | 14             |
| Suíça (Schweizer Hitparade)         | 16             |
| Áustria (IFPI)                      | 35             |

## Histórico de lançamento
| País           | Data                | Formato              | Edição           | Gravadora   |
| -------------- | ------------------- | -------------------- | ---------------- | ----------- |
| Estados Unidos | 2 de março de 2010  | CD, download digital | Padrão, limitada | Buena Vista |
| Portugal       | 8 de março de 2010  | CD                   | Padrão           | Walt Disney |
| Brasil         | 29 de março de 2010 | CD, download digital | Padrão           | Walt Disney |
| Estados Unidos | 1° de junho de 2010 | Download digital     | Deluxe           | Buena Vista |